# Anatoli Iliín
Anatoli Iliín   (Moscou, 27 de juny de 1931 - Moscou, 10 de febrer de 2016) fou un futbolista rus de la dècada de 1950.
Fou 31 cops internacional amb la selecció soviètica amb la qual participà en la Copa del Món de Futbol de 1958 i guanyà la medalla d'or als Jocs Olímpics d'Estiu de 1956.
Pel que fa a clubs, defensà els colors de FC Spartak Moscou.